# Andrea Rubbi
Andrea Rubbi (Venise, 2 novembre 1738 - Venise, 3 mars 1817) est un érudit italien.

## Biographie
Né à Venise le 2 novembre 1738, il entra de bonne heure chez les jésuites et professa les belles-lettres au collège des nobles à Brescia. Après la suppression de son ordre, il se retira dans sa patrie, où il fut occupé de travaux littéraires. Il y mourut le 3 mars 1817.

## Œuvres
- Interpretatio et illustratio epitaphii græci Ravennæ reperti, Rome, 1765, in-4° ;
- Rodi presa, Venise, 1773, in-8°. L’auteur écrivit cette tragédie à Brescia, où elle fut jouée par ses élèves.
- Elogi italiani, ibid., 1781 et suiv., 12 vol. in-8°. C’est un choix d’éloges écrits par différents auteurs modernes ; ils sont au nombre de trente-six, parmi lesquels il y en a six de Rubbi : ce sont ceux de Pétrarque, Léonard de Vinci, Galilée, Castiglione, Métastase et Ginanni. L’éditeur de ce recueil y a intercalé le catalogue des médailles italiennes du cabinet de l’abbé Angelo Bottari.
- Dissertazione cronologico istorico-critica sopra il sepolcro d’Isaccio, esarca di Ravenna, ibid., 1781 ;
- Ugolino. Cette tragédie fut insérée, sans nom d’auteur, dans le tome 5 du Teatro italiano del secolo 18, Florence, 1784, in-8°.
- Parnaso italiano, ovvero raccolta di poeti classici italiani d’ogni genere, d’ogni età e d’ogni metro, Venise, 1784-1791, 56 vol. in-8° ;
- Parnaso de’ poeti classici d’ogni nazione tradotti in italiano, ibid., 1793 et suiv., 41 vol. in-8°. Rubbi a présidé à ces deux collections, qui sont d’ailleurs d’une mince valeur littéraire. Il a composé une Notice sur la vie et les ouvrages de chacun des auteurs compris dans ces recueils. Ces morceaux sont écrits d’un style tellement coupé que la lecture en est, si l’on ose dire, asthmatique ; ce qui lui avait valu le sobriquet de Stile a singhiozzo (Style à hoquet).
- Giornale dell’antichità sacre e profane, giusta il metodo di Pitisco, ibid., 1793, in-8° ;
- I giorni dell’anno consecrati alla passione di Gesù-Cristo, Parme, 1793, in-12 ;
- Epistolario, ossia scelta di lettere inedite, Venise, 1793-1796, 2 vol. in-4°. C’est un recueil de lettres inédites de différents auteurs.
- Il genio nautico e militare, canti due, ibid., in-4°. C’est un petit poème à l’occasion de la mort d’Angelo Emo, célèbre amiral vénitien, qui avait bombardé Tunis dans la guerre de 1774.
- Genio letterario d’Europa, ibid. ; ouvrage périodique, fondé par Rubbi en 1793, en opposition à un autre journal intitulé Memorie per servire alla storia letteraria e civile d’Europa, dirigé par le docteur Aglietti ; mais ce dernier l’emporta sur l’autre, qui cessa de paraître au bout de quelques mois.
- La Vainiglia (la Vanille), poemetto latino, in-4°, dans la Raccolta Ferrarese, t. 6.

Rubbi a surveillé les éditions des Œuvres de Muratori et de Maffei, publiées à Venise, les premières en 48 volumes in-8° et les autres en 21 in-8°.